# Paracuellos de Jarama
Paracuellos del Jarama − miasto w środkowej Hiszpanii (14 km od Madrytu), zamieszkane przez 14 329 osób.